# Radihošť
Radihošť je malá vesnice, část obce Božetice v okrese Písek v Jihočeském kraji. Nachází se asi 2,5 kilometru severovýchodně od Božetic. Je zde evidováno 17 adres. V roce 2011 zde trvale žilo devět obyvatel.
Radihošť je také název katastrálního území o rozloze 1,88 km².

## Historie
První písemná zmínka o vesnici pochází z roku 1379.

## Obyvatelstvo
| Rok            | 1869 | 1880 | 1890 | 1900 | 1910 | 1921 | 1930 | 1950 | 1961 | 1970 | 1980 | 1991 | 2001 | 2011 | 2021 |
| -------------- | ---- | ---- | ---- | ---- | ---- | ---- | ---- | ---- | ---- | ---- | ---- | ---- | ---- | ---- | ---- |
| Počet obyvatel | 107  | 99   | 112  | 102  | 90   | 83   | 89   | 58   | 44   | 34   | 28   | 17   | 6    | 9    | 11   |
| Počet domů     | 15   | 14   | 15   | 15   | 15   | 14   | 15   | 18   | 16   | 11   | 10   | 8    | 17   | 17   | 17   |

## Obecní správa
Při sčítání lidu v letech 1850–1961 Radihošť byla osadou obce Vlksice v okrese Milevsko. Od roku 1962 je částí obce Božetice v okrese Písek.

## Pamětihodnosti
- Kaple svatého Jana Nepomuckého z roku 1924 se nachází na návsi. Jde o kapli spojenou s hasičskou zbrojnicí.[10]
- U příjezdové komunikace z Vlksic do Božetic se u rozcestí na Radihošť nachází kamenný kříž.

## Galerie

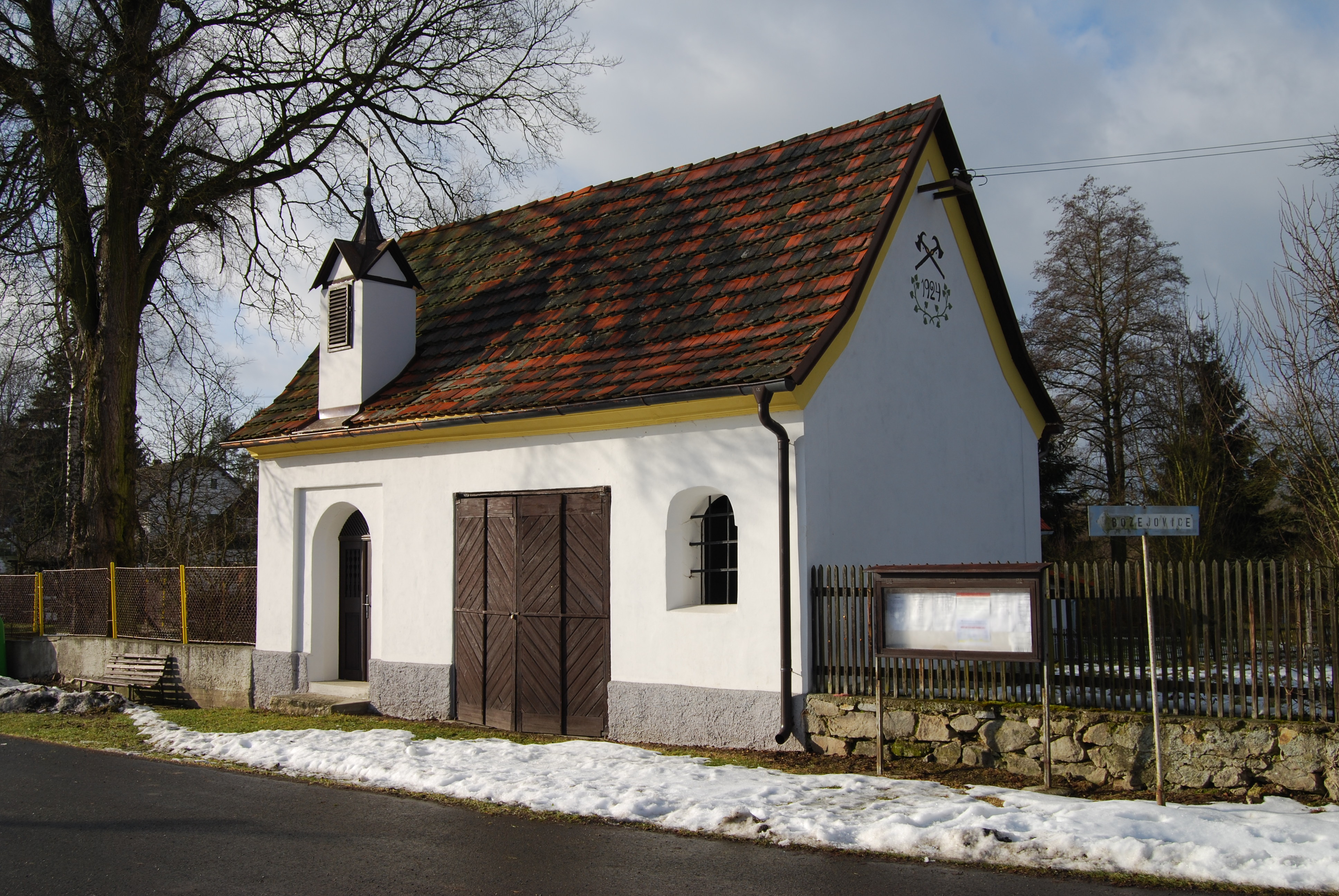
Návesní kaple
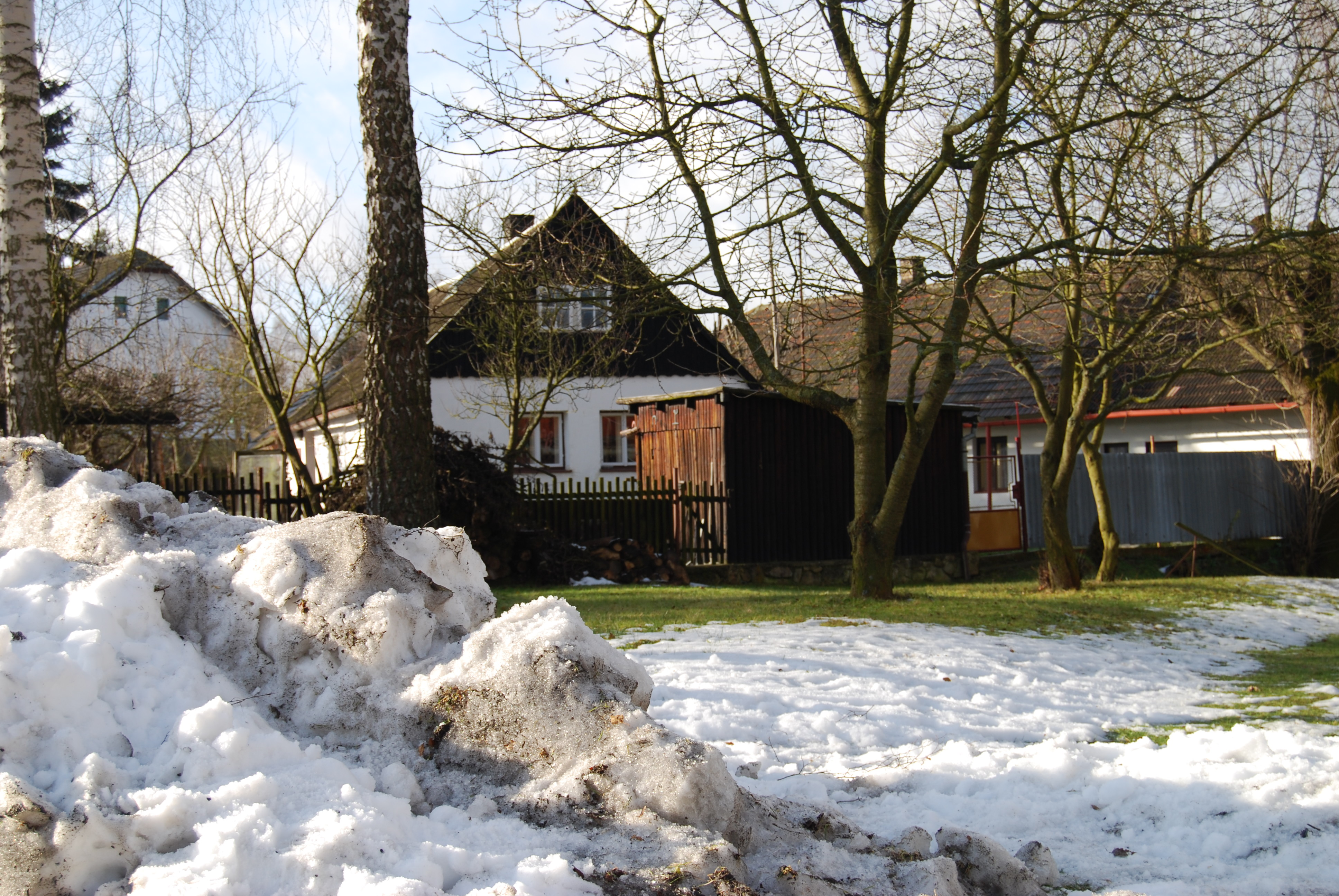
Část vesnice
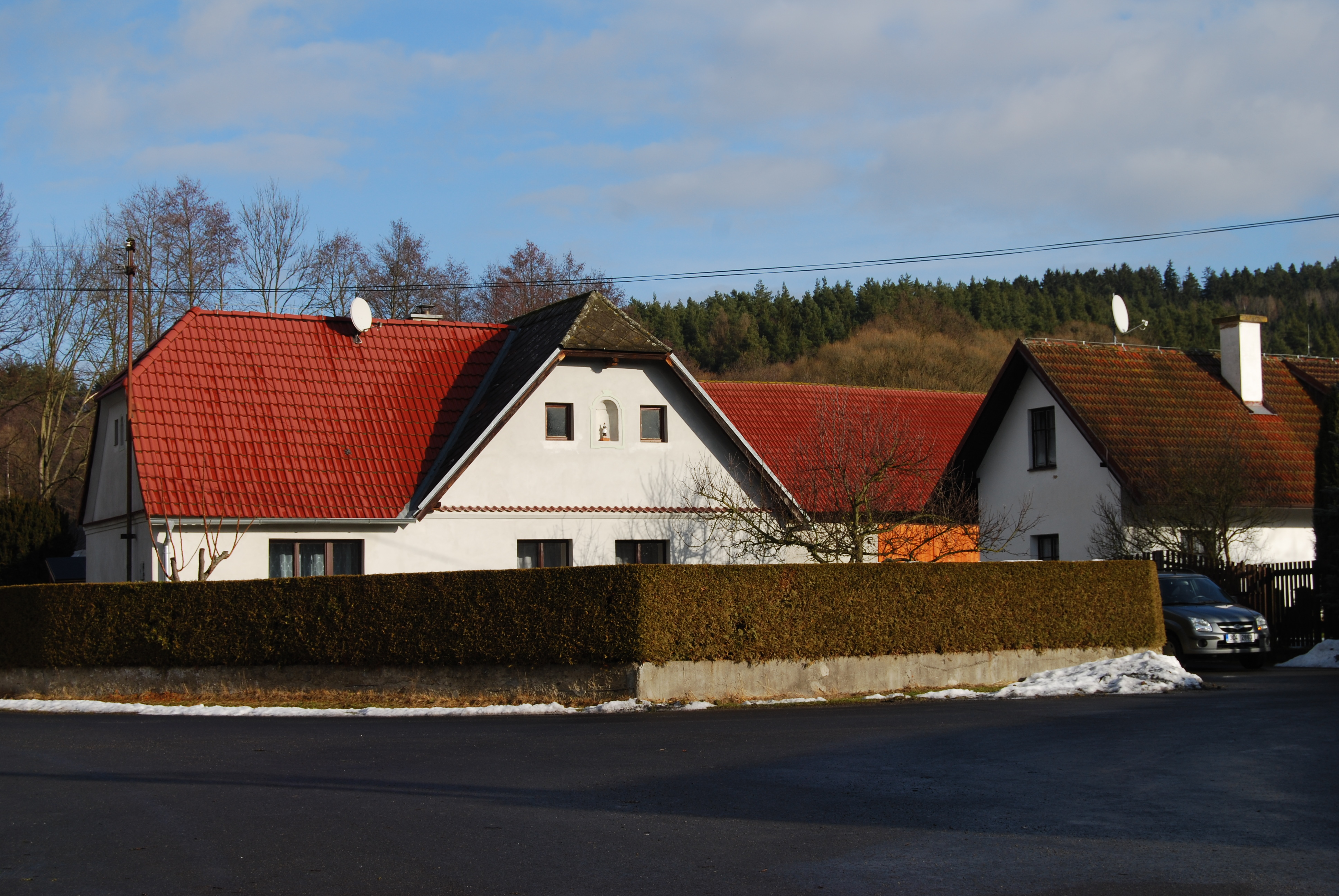
Dům ve vsi
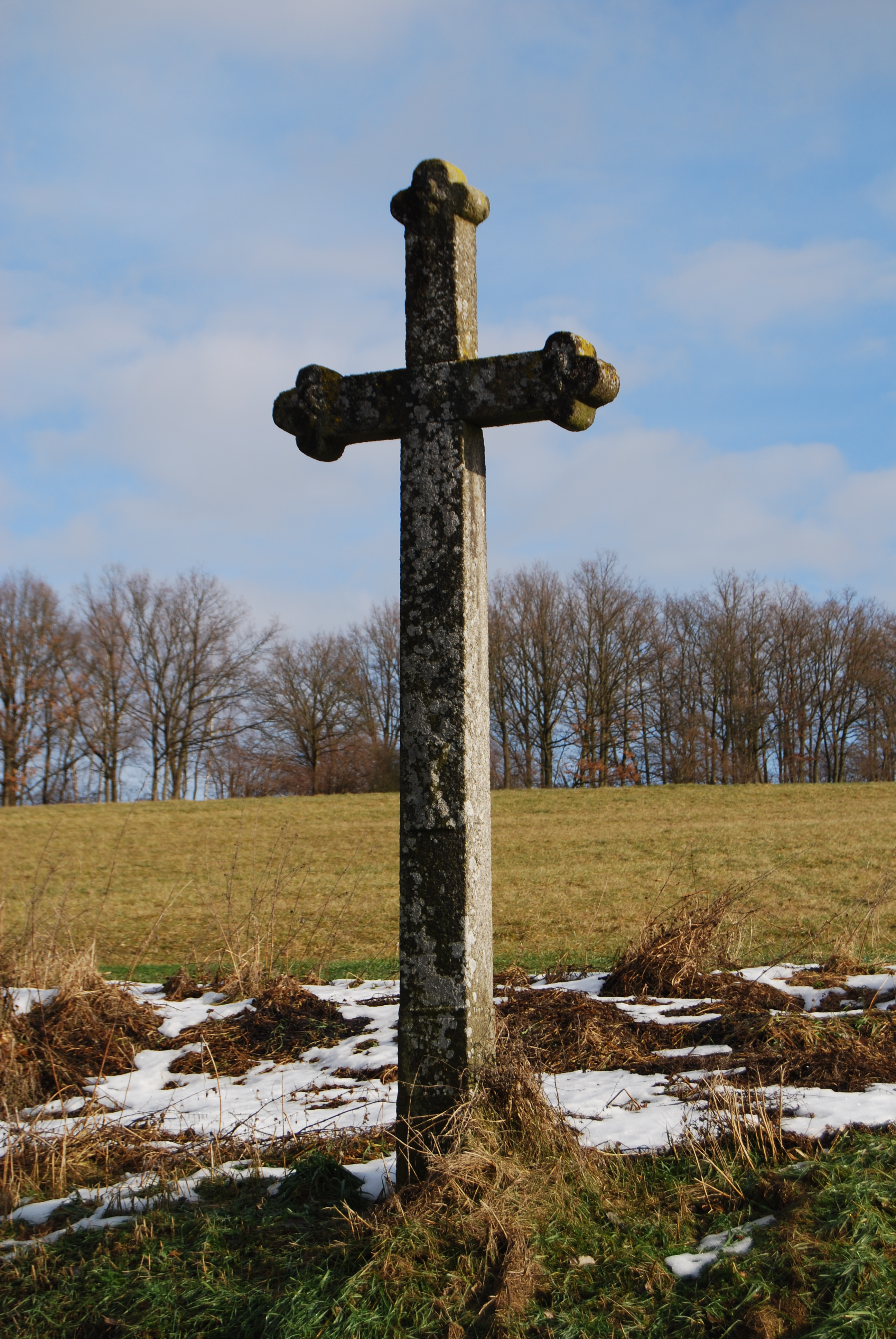
Kříž poblíž rozcestí